# Kyle Landry
Kyle Landry (Calgary, 4 aprile 1986) è un allenatore di pallacanestro ed ex cestista canadese.

## Carriera
Con il Canada ha disputato i Campionati americani del 2009.

## Palmarès
- Coppa del Montenegro: 1

Budućnost: 2018
- Lega Adriatica: 1

Budućnost: 2017-18